# Festival du film britannique de Dinard 2014
Le Festival du film britannique de Dinard 2014, 25e édition du festival, s'est déroulé du 8 au 12 octobre 2014.
Le 4 juillet 2014, l'équipe du festival annonce que Catherine Deneuve est désignée la présidente du jury de la 25e édition du festival.

## Jury

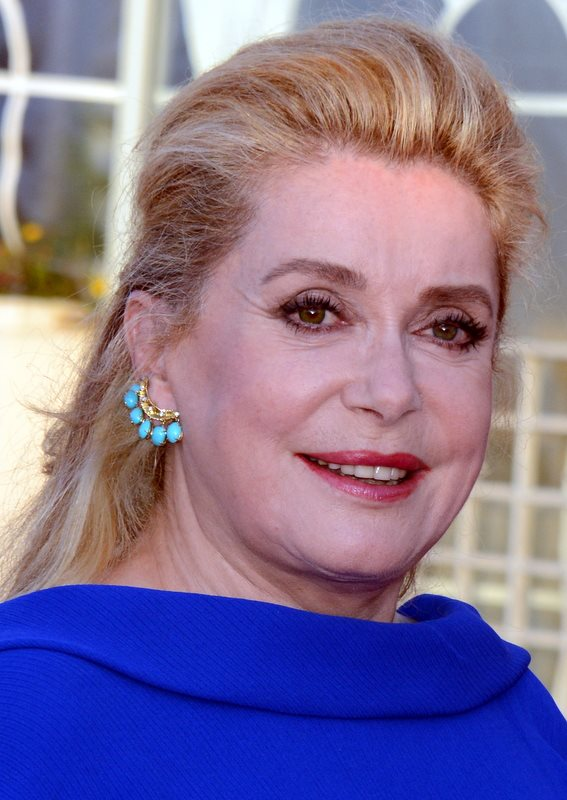
Catherine Deneuve, présidente du jury 2014.

- Catherine Deneuve (présidente du jury), actrice  France
- Rémi Bezançon, réalisateur et scénariste  France
- Suzanne Clément, actrice  Canada
- Léa Drucker, actrice  France
- Sophie Duez, actrice  France
- Emilia Fox, actrice  Royaume-Uni
- Kevin Macdonald, réalisateur  Royaume-Uni
- Alexandre Mallet-Guy, producteur et distributeur  France
- Jodie Whittaker, actrice  Royaume-Uni
- Penny Woolcock, réalisatrice, metteuse en scène, scénariste  Royaume-Uni[2]

## Sélection

### En compétition
- ’71 de Yann Demange
- Catch Me Daddy de Daniel Wolfe
- Frank de Leonard Abrahamson
- Lilting ou la Délicatesse (Lilting) de Hong Khaou
- The Goob de Guy Myhill
- The Riot Club de Lone Scherfig[3]

### Hors compétition

#### En avant-première
- Sunshine on Leith de Dexter Fletcher (film d'ouverture)
- One Chance de David Frankel (film de clôture)
- Mr. Turner de Mike Leigh
- Calvary de John Michael McDonagh
- God Help the Girl de Stuart Murdoch
- Hyena de Gerard Johnson
- Keeping Rosy de Steve Reeves
- Christina Noble (Noble) de Stephen Bradley
- Panic de Sean Spencer
- Queen and Country de John Boorman
- Snow in Paradise de Andrew Hulme
- Une belle fin (Still Life) de Uberto Pasolini
- Tea & Sangria de Peter Domankiewicz
- The Trip to Italy de Michael Winterbottom
- X + Y de Morgan Matthews[4]

## Palmarès
- Hitchcock d'or : The Goob de Guy Myhill
- Prix du scénario : Catch Me Daddy de Daniel Wolfe
- Prix du public : 71 de Yann Demange
- Prix de l'image : Catch Me Daddy de Daniel Wolfe
- Prix Coup de cœur : Lilting ou la Délicatesse (Lilting) de Hong Khaou
- Prix FEMIS du meilleur court métrage : The Bigger Picture de Daisy Jacobs